# شهرستان سویر (تنسی)
شهرستان سویر، تنسی (به انگلیسی: Sevier County, Tennessee) یک سکونتگاه مسکونی در ایالات متحده آمریکا است که در تنسی واقع شده‌است.

## خصوصیات
شهرستان سویر ۱٬۵۴۶٫۲۳ کیلومترمربع مساحت دارد.